# Смородина (река)
Сморо́дина (Смородинка, Огненная река, Пучай-река, Несей-река; от др.-рус. смо́род «смрад, сильный, неприятный, удушливый запах») — река в восточнославянских волшебных сказках, былинах и заговорах. Отделяет мир живых от мира мёртвых, ее аналог — древнегреческий Стикс; преграда, которую предстоит преодолеть человеку или его душе по пути на «тот свет».

## Описание
Река выступает в качестве рубежа, отделяющего этот мир от «мира иного». В заговорах от крови она связана с мотивом перевозчика в лодке — «старого, матерого человека», секущего саблей синее мёртвое тело, причем синяя кровь не течет. На реке стоит калиновый мост, на нём «дуб Мильян». Река является местом обитания Змея Горыныча.
Иногда в былинах (например в былине «Про Добрыню Никитича и Змея Горыныча») река называется огненной, смоляной, Пучай-рекой, — возможно, потому, что кипящая река бурлит и вспучивается:
Тая́ река́ свире́пая,

Свире́пая река́, сама́ серди́тая.

 

И́з-за пе́рвоя же стру́йки —

как ого́нь сечёт.

И́з-за дру́гой же стру́йки —

И́скра сы́плется.

 

И́з-за тре́тьей же стру́йки —

Дым столбо́м вали́т,

Дым столбо́м вали́т,

Да сам — со пла́менью.— Былина «Добрыня и Змей»

Смородина широко известна в русском фольклоре. В. Н. Мансикка и Н. И. Коробка описывали её как огненную (черную) реку, отделяющую потусторонний мир (ад) от мира живых, реку серную, следовательно — смрадную. (Впрочем, былинные богатыри хотят иногда напиться из Смородины свежей воды.) Через огненную реку в духовном стихе Михаил Архангел перевозит души умерших. Она — рубеж мира иного, преграда, которую вынужден преодолеть отправляющийся в путешествие фольклорный герой. Отсюда связанный с ней в былинах, сказках и заговорах мотив калинового (каленого) моста, иногда — двух-трёх мостов или перевоза, у которых богатырь сражается со змеем, Соловьём-разбойником, чудом-юдом и т. п. В сказках на берегах Смородины лежат кости человеческие (см. № 137 в собрании Афанасьева), переправа смертельно опасна. Заваленная «дубьем да колоденькам», Смородина оказывается третьей заставой на пути былинного Ильи Муромца из Чернигова в Киев (первая — темные леса, вторая — чёрные грязи), она встречается на пути и у отправляющейся тем же маршрутом жены Ставра Годиновича Василисы (Настасьи) Никулишны. Фольклорная Смородина опасна для живого человека («черная речка грозна Смородинка»). В песнях река Смородина губит молодца за похвальбу, «говорит человеческим голосом, душой красной девицей, за слова ласковые и поклоны низкие пропускает молодцев, других же за обиды топит». Для переправы её необходимо укротить, усмирить. В народной балладе князь Роман, убив и растерзав свою жену, бросает её в реку Смородинку; в другом варианте князь Демьян правую руку своей жены с золотым кольцом бросил «во Неву-реку самородную». На Смородине останавливаются на отдых былинные богатыри (Добрыня Никитич, Алёша Попович) и сказочные герои (Иван Быкович с братьями); у неё Саул Леванидович убивает царя Кунгура, а Добрыня настигает богатыря Кузьму Семерцянинова, племянника-врага Ильи Муромца. Здесь Алёша Попович находит убитого Добрыню Никитича. На реке Смородине останавливаются во время набега на Русь королевичи Левики, племянники Политовского короля, через неё переправляется в облике волка князь-оборотень Константин (Роман) Дмитриевич, чтобы навредить им и подать сигнал к битве.— Юдин А. В., 1997
За переправу через неё река обычно берёт «с кониного брода по коню, а с калинова мосточка по удалому молодцу».

## Названия и этимология
Известные формы мифотопонима: Смародина, Смородыня, Смородинка, Смородовка, Смородинная, Самородная и др. Также может называться Смугра (Смура), Свита, Сварога, Сафат, Сахатарь, Березина, Волхов, Кама, Непра, Пучай, Салфа-река, Израй-река, Нетеча, а также Оманая (то есть «обманная»).
Смородина. Чаще всего название Смородина выводят от слова др.-рус. смо́род «смрад, сильный, неприятный, удушливый запах». Название реки, таким образом, истолковывается как «смрадная, зловонная река». Её современное соответствие — «речка Вонючка» из песенки. Эту точку зрения высказывали В. Н. Мансикка, Н. И. Коробка, В. И. Еремина, Т. Н. Кондратьева, Л. В. Доровских.
Н. Д. Квашнин-Самарин, предполагая первичной форму Самородина, объяснял Смородину как реку «самородную», саму собой рождающуюся, первообразную, мифический прообраз всех рек.
Также название выводили из смуры — «тёмный» в связи с инфернальной символикой чёрного цвета. А. Е. Крымский предлагал источником названия распространённый тюркский гидроним «Самурдон» — «соболья река».
Пучай-река. Дмитриева Е. Н., указывая, что иногда в былинах река называется «Пучай-рекой», предполагает, что это название связано с описанием её «вспучивания, бурления».
Израй-река. Израй вероятно отсылает к праславянскому *rojь «течение, поток». Ср. др.-инд. raya- «поток, напор, натиск».
Нетеча. Слово нетеча в качестве географического термина зафиксировано в украинских, польских и сербохорватских диалектах и имеет значение «стоячая вода, болото». У реки есть свойство останавливать своё течение при определённых обстоятельствах.

## Локализации
Фольклористы тщетно разыскивали реальный прообраз речки Смородины. Её сближали с одноимённой рекой недалеко от г. Карачева Брянской области, были указания на распространенность гидронима на Русском Севере; из анахронизмов известны старинные русские гидронимы Смердя, Смерделя, Смердица и др. По былинным данным, она впадает в Волгу.
Существует былинный стих о неком князе Романе Васильевиче, убившем свою жену и бросившем её в реку Смородинку; в другом варианте князь Демьян бросил правую руку своей жены «во Неву-реку самородную».
На предположение Г. З. Байера, что древнее название Москвы-реки было Смородина, А. В. Юдин замечает, что, вероятно, оно основано на неверном понимании фольклорных сочетаний вроде «Москва-река Смородина».
В былине «Царь Саул Леванидович» река Смородина локализуется в «татарских, половских землях». По сюжету, Константин Сеулович бьётся с татарами на этой реке, пытаясь взять дань с Кунгур-царя Самородовича.

### Локализация в Поднепровье
Рыбаков Б. А. считал, что в былинах содержатся искажённые топонимы южнорусских земель, и ассоциировал реку Смородину с рекой Снепород (совр. Самара, левый приток Днепра), в то время, как связываемую со Смородиной реку Пучай — с рекой Почайна в Киеве. Пучай-реку ассоциируют с рекой Почайна и некоторые другие исследователи.
Также иногда встречается название «Израй-река», упоминаемое в былине как синоним «Сафат-реки» и «Пучай-реки», на которую ходил купаться мальчиком Добрыня Никитич и повстречал Змея Горыныча. В былине «Три года Добрынюшка стольничел» богатырь жил в Киеве, где его будущая жена-колдунья Марина встречалась со Змеем Горынычем, за что была Добрыней убита. В былине «Алёша Попович» Сафат-река также описывается возле Киева; там богатырь убивает младшего Тугарина Змеевича, и позже — старшего Тугарина Змеевича, который является в Киеве почётным гостем князя Владимира и фаворитом некой княгини Апраксеевны.
В былине «Дюк Степанович» подчёркивается большая широта Пучай-реки возле Киева — «в два поприща», о перепрыгивании которой богатыри спорят на смерть; и в окрестностях упомянуто лежбище Змея Горыныча «с двенадцатью хоботами».
В былине «Илья Муромец и Соловей-разбойник» река Смородина локализуется на «прямоезжей» дороге между Черниговом и Киевом. Географически, на этом пути расположены только реки Днепр, Десна (приток Днепра), и две малоизвестные речки.
Можно заметить, что в былинах не упоминается великая река Днепр, а вышеназванная река — единственная отмечаемая река в окрестностях Киева. Ряд исследователей считают, что реки Израй и Сафат — это и есть Днепр. В основном, эти исследователи являются сторонниками «хазарской версии» основания Киева, согласно которой Киев основали или имели в нём значительное влияние хазары — степной народ, исповедовавший иудаизм. По этой теории связываются названия «Израй» с Израилем, а «Сафат» с рекой Самбатион из еврейских легенд. Эта река на краю земли, которая в обычные дни бурлит и кипит, а по субботам останавливается. За ней живут десять потерянных израильских колен. Самватас — одно из средневековых названий Киева. Необходимо заметить, что эти названия являются гапаксом, нося единичный характер, и что хазарская теория имеет мало сторонников.